# W68
W68 – opracowany w Lawrence Livermore National Laboratory amerykański termojądrowy ładunek nuklearny o masie 166 kg i mocy 40–50 kiloton. Od czerwca 1970 do czerwca 1975 roku wyprodukowano 5250 ładunków tego typu, który w latach 1971–1994 był przenoszony w głowicach MIRV Mk 3 przez pociski balistyczne UGM-73 Poseidon C-3.